# Hemithraupis guira
La tangara güirá (en Perú y Ecuador)  (Hemithraupis guira), también denominada pintasilgo de buche negro, saíra dorada (en Argentina y Paraguay), pintasilgo güira (en Colombia) o pintasilgo buchinegro (en Venezuela), es una especie de ave paseriforme de la familia Thraupidae, perteneciente al  género Hemithraupis. Es nativa de América del Sur.

## Distribución y hábitat
Se distribuye ampliamente desde el norte de Colombia hacia el este por el norte y este de Venezuela, Guyana, Surinam, Guayana Francesa y noreste de Brasil; hacia el sur por el oeste de Colombia, Ecuador (a occidente y a oriente de los Andes), este de Perú, norte y este de Bolivia, hasta el noroeste de Argentina (Tucumán), por casi todo Brasil (excepto la mayor parte de la franja litoral del este, al sur hasta el centro de Rio Grande do Sul), este de Paraguay hasta el noreste de Argentina (Corrientes y Misiones). Está ausente del cuadrante noroccidental de la cuenca amazónica.
Esta especie es ampliamente diseminada y generalmente común en sus hábitats naturales: el dosel y los bordes de selvas húmedas y, especialmente, de bosques caducifolios y claros adyacentes y en los bosques de galería, por debajo de los 1400 m de altitud.

## Descripción
En promedio mide 13 cm de longitud y pesa 10 g. Presenta dimorfismo sexual. El macho tiene la cara y la garganta negras, con una faja superciliar amarilla que se amplía a ambos lados del cuello; en el pecho presenta un babero anaranjado ferruginoso; el vientre es blanco grisáceo, la grupa amarilla y el dorso es de color oliva. La hembra presenta cabeza oliva con muy delgados superciliar y anillo ocular amarillos; pecho amarillo oliváceo, flancos grisáceos y vientre amarillo blancuzco.

## Alimentación
Se alimenta de frutos, hojas y néctar.

## Sistemática

### Descripción original
La especie H. guira fue descrita por primera vez por el naturalista sueco Carlos Linneo en 1766 bajo el nombre científico Motacilla guira; su localidad tipo es: «Pernambuco, Brasil».

### Etimología
El nombre genérico femenino Hemithraupis se compone de las palabras griegas «hēmi»: mitad, pequeño, y  «θραυπίς thraupis»: pequeño pájaro desconocido mencionado por Aristóteles, tal vez algún tipo de pinzón (en ornitología thraupis significa «tangara»); y el nombre de la especie «guira» proviene del idioma guaraní   «güirá» que significa pájaro.

### Taxonomía
Los amplios estudios filogenéticos recientes comprueban que la presente especie es hermana de Hemithraupis ruficapilla, y el par formado por ambas es hermano de H. flavicollis.

### Subespecies
Según las clasificaciones del Congreso Ornitológico Internacional (IOC) y Clements Checklist/eBird v.2019 se reconocen ocho subespecies, con su correspondiente distribución geográfica:
- Hemithraupis guira guirina (P.L. Sclater), 1856 – oeste y centro de Colombia al oeste de Ecuador y extremo noroeste de Perú.
- Hemithraupis guira nigrigula (Boddaert), 1783 – centro norte de  Colombia al norte de Venezuela, las Guayanas y noreste amazónico de Brasil.
- Hemithraupis guira huambina Stolzmann, 1926 – sureste de Colombia al este de Ecuador, noreste de Perú y oeste de Brasil.
- Hemithraupis guira roraimae (Hellmayr), 1910 – tepuyes del sureste de Venezuela y guyana.
- Hemithraupis guira boliviana J.T. Zimmer, 1947 – noreste de Bolivia, adyacente oeste de Brasil , hasta el noroeste de Argentina.
- Hemithraupis guira amazonica J.T. Zimmer, 1947 – Amazonia brasileña al sur del río Amazonas, del río Madeira al río Tapajós).
- Hemithraupis guira guira (Linnaeus), 1766 – este de Brasil (del río Tocantins a Ceará, Goiás y  noroeste de Bahía).
- Hemithraupis guira fosteri (Sharpe), 1905 – interior del sureste y sur de Brasil, este de Paraguay y noreste de Argentina.